# Groot zwart kapoentje
Het groot zwart kapoentje (Scymnus nigrinus) is een keversoort uit de familie lieveheersbeestjes (Coccinellidae). De wetenschappelijke naam van de soort werd in 1794 gepubliceerd door Johann Gottlieb Kugelann.

## Beschrijving
Het kevertje wordt tussen de 2 en 2,8 mm lang en 1,8 tot 2 mm breed. Het lichaam is lang ovaal en licht gebold. De bovenkant is bedekt met klein, grijs haar. De kever is volledig zwart, op de tarsen en sprieten na, die donkerrood zijn.

## Voorkomen
De kever komt voor op dennen, eiken, mos, oude klimop en op gemengde heides. Het komt voor in grote delen van West-Europa.